# Rüdiger Lannert
Rüdiger Lannert (* 16. März 1950 in Iserlohn) ist ein ehemaliger deutscher Eishockeyspieler, der unter anderem für den EC Deilinghofen in der Bundesliga aktiv war.

## Karriere
Rüdiger Lannert begann beim EC Deilinghofen (ECD) mit dem Eishockeyspielen und gehörte ab der Saison 1969/70 der ersten Mannschaft in der damals noch zweitklassigen Oberliga an. Mit dem ECD spielte der Verteidiger ab 1973 in der neu geschaffenen 2. Bundesliga. Beim Sommertraining 1974 verletzte er sich am Meniskus und hatte fortan mit Knieproblemen zu kämpfen. Dennoch stieg er mit dem ECD in der Saison 1976/77 in die Bundesliga auf. In neun Spielzeiten absolvierte er 290 Partien und erzielte zehn Tore.
Nachdem er im Jahr 1978 keinen neuen Vertrag erhalten hatte, wechselte Lannert zum ERC Westfalen Dortmund in die nun drittklassige Oberliga, in der er zwei Spielzeiten absolvierte. Ab 1980 spielte er dann noch drei Jahre auf Amateurniveau bei der TEG Netphen und ab 1983 noch zwei Jahre beim EHC Münster, ehe er seine Karriere beendete.

## Erfolge und Auszeichnungen
- 1977 Aufstieg in die Bundesliga mit dem EC Deilinghofen
- 1984 Aufstieg in die Regionalliga mit dem EHC Münster